# تشيشير
 تشيشير  المعروف باسم  مقاطعة تشيستر  هي في شمال غرب إنجلترا. عاصمتها هي تشستر، على الرغم من أكبر مدينة في تشيشير هي وارينغتون. المقاطعة تحدها مرسيسايد ومانشستر الكبرى إلى الشمال، ديربيشير إلى الشرق، ستافوردشير وشروبشير إلى الجنوب، فلينتشير وريكسهام في ويلز إلى الغرب.
وبعكس عن المدن الصناعية الكبيرة على طول نهر ميرسي، فمن الناحية التاريخية تشتهر تشيشير بإنتاج الجبن والملح والمواد الكيميائية السائبة ونسج الحرير.

## التاريخ
تشيشير اسم أصلا مشتقة من اسم تشيستر والذي ظهر لأول باسم Legeceasterscir. والذي سجل لأول مرة في 980، ولكن يعتقد أن المقاطعة تم إنشاؤها بواسطة إدوارد الأكبر حوالي 920. وكانت سلسلة من التغيرات التي حدثت في اللغة الإنجليزية نفسها غيرت الاسم مع بعض التبسيط، أسفرت عن اسم تشيشير.
نظرا للروابط التاريخية الوثيقة مع الأراضي المتاخمة لتشيشير من الغرب، والتي أصبحت ويلز، فهناك تاريخ طويل من التفاعل بين تشيشير وويلز. ورد ذكر تشيشير في كتاب ونشيستر التي تم تسجيلها باعتبارها مقاطعة أكبر مما هو عليه اليوم. في 1182 على أرض شمال نهر ميرسي أصبحت تدار كجزء من مقاطعة جديدة من لانكشير وفي عام 1397 تمت ترقيتها إلى رتبة الإمارة. هذا كان بسبب دعم رجال المقاطعة للملك ريتشارد الثاني، ولا سيما من قبل قوة مسلحة دائمة من حوالي 500 رجل سميت باسم 'حرس تشيشير'. نتيجة لذلك تم تغيير لقب الملك إلى 'ملك إنجلترا وفرنسا ولورد أيرلندا وأمير تشيستر'. لم تحظ أي مقاطعة أخرى بهذا الشرف على الرغم من أنها فقدت هذا التمييز بعد سقوط ريتشارد في عام 1399.

## الأبنية

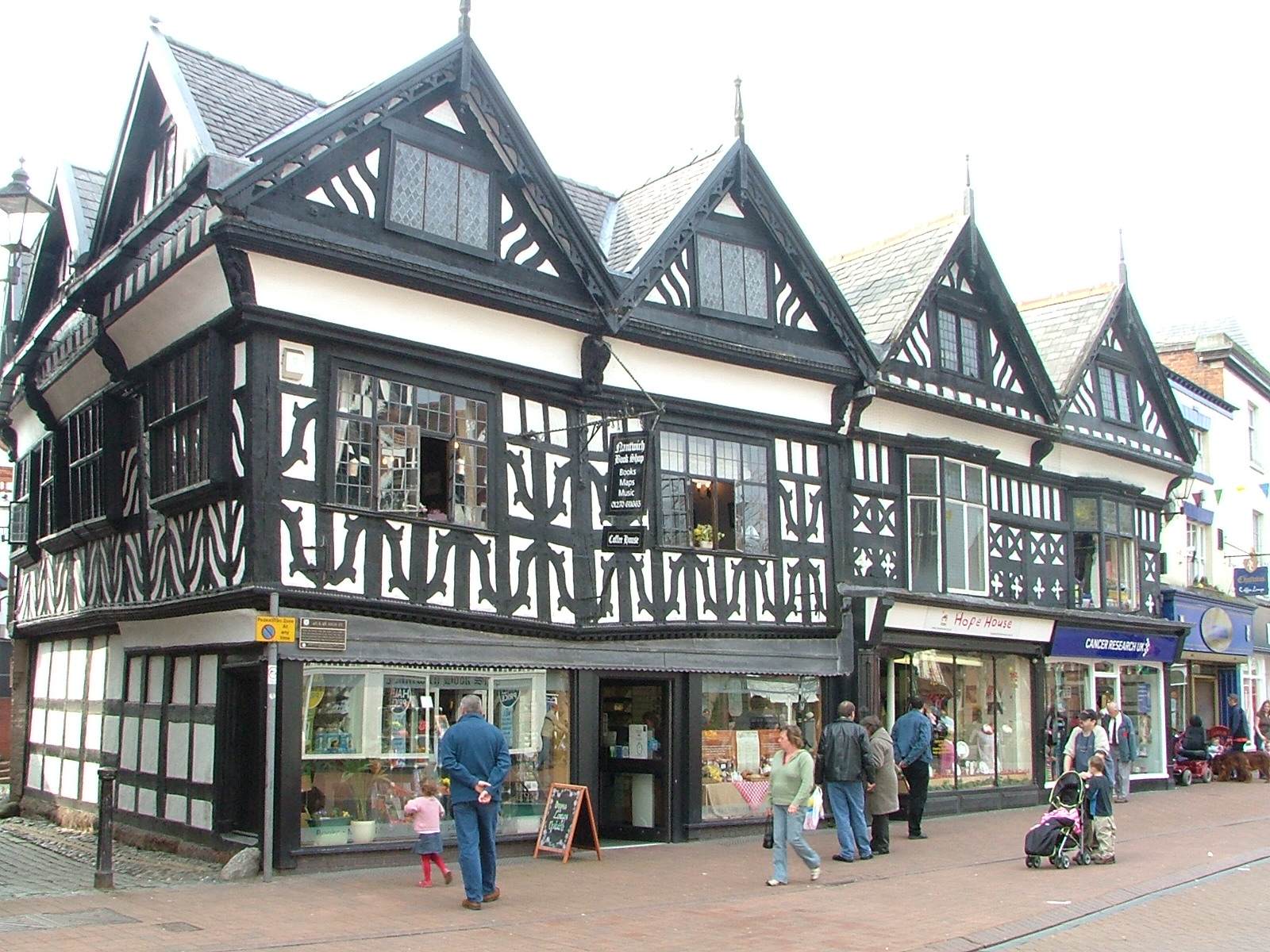
مباني خشبية بالأبيض والأسود في شارع ناتويش

أقدم أعمال البناء في تشيشير المتبقية فوق سطح الأرض، هي التي شيدت من الحجر الرملي الأرجوانية اللون
المميز للمباني الأثرية والكنسية في جميع أنحاء البلاد: على سبيل المثال من القرون الوسطى قلعة بيستون، كاتدرائية تشيستر والعديد من الكنائس المحلية والمباني السكنية والصناعية العرضية، هي أيضا من هذا الحجر الرملي.
العديد من المباني التي لا تزال قائمة من القرن الخامس عشر إلى القرن السابع عشر من الخشب، ولا سيما في الجزء الجنوبي من البلاد. أما المباني التي ترجع إلى العصر الفيكتوري فمشيدة بالطوب البرتقالي أو الأحمر الذي أصبحت من مواد البناء السائدة المستخدمة في تشيشير، وكانت تلك المباني مميزة بالتفاصيل، مثل نقش القرميد والمداخن المزخرفة.

## السياسة والإدارة
تشيشير تنقسم إلى أربعة وحدات:
1. غرب تشيشير وتشستر
2. شرق تشيشير
3. وارينغتون
4. هالتون

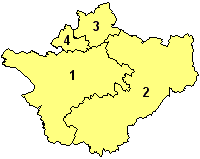
التقسيم الاداري للمقاطعة

من 1 نيسان عام 1974 تم تقسيم المنطقة الواقعة تحت سيطرة مجلس المقاطعة إلى ثماني مناطق الحكم المحلي؛ تشيستر، كونجلتون، كرو ونانتوتش، ميناء إلسيميري ونستون، هالتون، ماكلسفيلد، الوادي الملكي، وارينغتون.

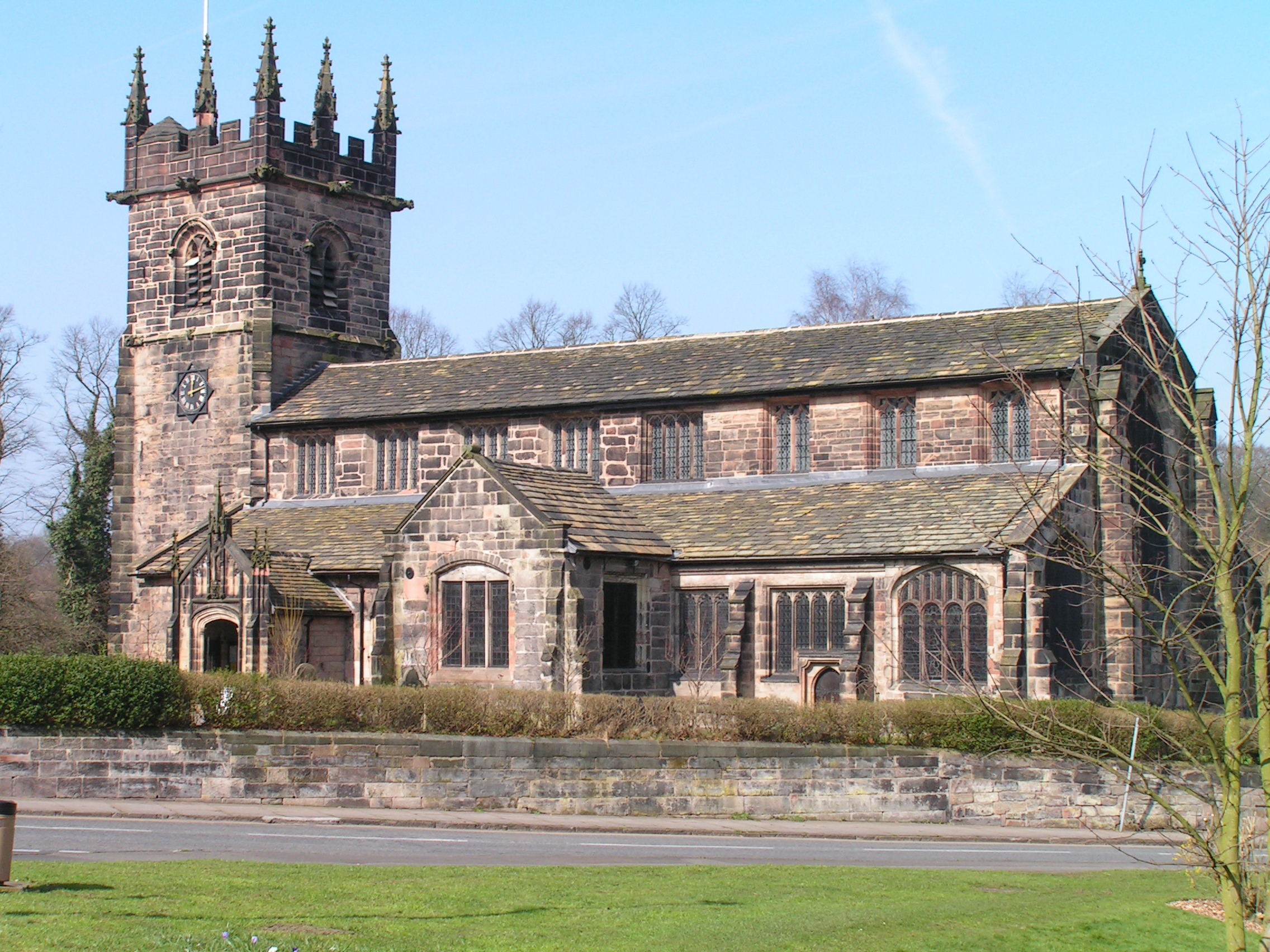
كنيسة ولمسلو

## الديانات
في تعداد عام 2001، 81% من السكان عرفوا أنفسهم بانهم مسيحيين؛ (19 ٪) لم يحدد مع أي دين أو لم يكن الرد على هذا السؤال؛ (1 ٪) عرفوا أنفسهم بأنهم ينتمون إلى الديانات الأخرى الرئيسية في العالم.

## الاقتصاد والصناعة
تشيشير لديها اقتصاد متنوع مع القطاعات الهامة بما فيها الزراعة وصناعة السيارات والتكنولوجيا البيولوجية والكيميائية والخدمات المالية والأغذية والمشروبات وتكنولوجيا المعلومات والاتصالات والسياحة. وتشتهر المقاطعة بإنتاج الجبن والملح والحرير. تشيشير مقاطعة ريفية تعتمد على الزراعة بالتالي فإن تجارة منتجات الألبان والماشية وتربية الماشية هي الغالبة. ما زال الملح يستخرج من هذه المنطقة. كما أن شركة شل الهولندية تمتلك مصفاة لتكرير النفط بالمقاطعة قد عملت منذ عام 1924 وتبلغ طاقته 12 مليون طن سنويا.
كرو كان يوما مركزا لصناعة السكك الحديدية البريطانية والتي ما زالت من محطات السكك الحديدية الرئيسية. كما يوجد بها مصنع لجاجوار. المقاطعة أيضا لديها صناعة الطائرات وعلى الحدودمع ويلز. تشيشير تعتبر من المقاطعات الغنية نظرا لقربها من مدن مانشستر وليفربول. تشيشير لديها نسبة كبيرة نسبيا من السكان الذين يعملون في ليفربول

## الرياضة
تشيشير لديها اثنين من فرق دوري كرة القدم، وهما كرو الكسندرا وماكلسفيلد تاون. المقاطعة أيضا موطن لكثير من الرياضيين المشهورين، بما في ذلك لاعبي كرة القدم دين أشتون (وست هام)، جبريل سيسي (فرنسا ومرسيليا)، بيتر كراوتش (إنجلترا وتوتنهام)، مايكل أوين (إنجلترا ومانشستر يونايتد) وواين روني (إنجلترا ومانشستر يونايتد)

## أشهر الشخصيات
- لويس كارول (مواليد 1832)، وهو مؤلف مغامرات أليس في بلاد العجائب، والذي صور شخصية اسماها تشيشير القط.
- دانيال كريغ (مواليد 1968)، الممثل المشهور بتجسيده لشخصية جيمس بوند، منذ 2006 حتى الوقت الحاضر، ولد في تشيستر.
- هاري ستايلز (مواليد 1994)، مغني البوب المشهور، المعروف ضمن فرقة ون دايركشن

## وصلات خارجية
- Cheshire East Council and Cheshire West and Chester Council: Working in Partnership
- Office of National Statistics - 2001 Bicentenary - Cheshire
- Cheshire Wildlife Trust
- The Historic Society of Lancashire and Cheshire
- rECOrd (Local Biological Records Centre for Cheshire)
- تشيشير على مشروع الدليل المفتوح